# Itō Ikuko
Ikuko Itō (伊藤 郁子 Itō Ikuko?) es una diseñadora de personajes y directora de animación japonesa, más conocida como la creadora de Princess Tutu.

## Trabajos
- Spoon Oba-san (Animación)
- Sasuga no Sarutobi (Animación)
- Bikkuriman (Directora de Animación)
- Magical Taruruuto-kun (Directora de Animación)
- Bishoujo Senshi Sailor Moon (1992) (Directora de Animación)
- Bishoujo Senshi Sailor Moon R (1993) (Directora de Animación)
- Bishoujo Senshi Sailor Moon R: The Movie (1993) (Animación)
- Bishoujo Senshi Sailor Moon S (1994) (Diseñadora de Personajes, Jefa de dirección de Animación)
- Bishoujo Senshi Sailor Moon SuperS (1995) (Diseñadora de Personajes, Jefa de dirección de Animación)
- Magic User's Club OVA (1996) (Diseñadora de Personajes, Jefa de dirección de Animación)
- Fushigi Mahou Fun Fun Pharmacy (1998) (Diseñadora de Personajes, Animación)
- Magic User's Club TV (1999) (Diseñadora de Personajes, Jefa de dirección de Animación)
- Princess Tutu (2002) (Creadora Original, Diseñadora de Personajes, Jefa de dirección de Animación)
- Jagainu-kun (2004) (Diseñadora de Personajes, Jefa de dirección de Animación)
- Asatte no Houkou (2006) (Diseñadora de Personajes)

- Datos: Q1995341